# Multioppia engelmanni
Multioppia engelmanni är en kvalsterart som först beskrevs av Calugar och Vasiliu 1983.  Multioppia engelmanni ingår i släktet Multioppia och familjen Oppiidae. Inga underarter finns listade i Catalogue of Life.